# アンナ・フォン・ブラウンシュヴァイク＝リューネブルク
アンナ・フォン・ブラウンシュヴァイク＝リューネブルク（Anna von Braunschweig-Lüneburg, 1502年12月6日 - 1568年11月6日）は、ポメラニア公バルニム9世の妃。

## 生涯
アンナは、ブラウンシュヴァイク＝リューネブルク公ハインリヒ1世（1468年 - 1532年）と、ザクセン選帝侯エルンストの娘マルガレーテ（1469年 - 1528年）の娘である。
1525年2月2日にポメラニア＝シュチェチン公バルニム9世（1501年 - 1573年）と結婚した。結婚の際、バルニム9世はアンナの父ハインリヒ1世と防衛同盟を締結した。12,000ギルダーの持参金と引き換えに、アンナは寡婦財産としてシュトルプを約束された。しかし1536年、アンナは代わりにリューゲンヴァルデを寡婦財産として約束された。アンナは夫より先に亡くなったため、これらの約束は実行されることはなかった。
アンナは1568年に亡くなり、シュチェチンの聖オットー教会に埋葬された。
アンナは義兄ゲオルク1世の最も強力な敵対者の一人だった。アンナは、ゲオルク1世がポメラニアの統治において夫バルニム9世を不利な立場に置き、ゲオルクがマルガレーテ・フォン・ブランデンブルクと結婚することでアンナ自身の立場を弱体化させていると感じた。アンナは1532年のポメラニア分割の立役者となった。

## 子女
夫バルニム9世との間に以下の子女が生まれた。
- マリア（1527年 - 1554年） - 1544年にホルシュタイン＝ピンネベルク伯オットー4世（1517年 - 1576年）と結婚
- ドロテア（1528年 - 1558年） - 1554年にマンスフェルト＝ヒンターオルト伯ヨハン1世（1567年没）と結婚
- アレクサンドラ（1534年生） - 早世
- エリーザベト（1537年 - 1554年）
- アンナ（1531年 - 1592年） - 1557年にアンハルト＝ツェルプスト侯カール1世（1534年 - 1561年）と結婚、1566年にプラウエン城伯ハインリヒ6世（1536年 - 1572年）と結婚、1576年にバルビー＝ミューリンゲン伯ヨープスト2世（1544年 - 1609年）と結婚
- ジビッラ（1541年 - 1564年）
- ボギスラフ12世（1542年8月27日頃 - 1542年9月15日以前）